# Ne gledaj mi u pijat
Pour plus de détails, voir Fiche technique et Distribution.
Ne gledaj mi u pijat est un drame dano-croate écrit et réalisé par Hana Jušić, sorti en 2016.

## Fiche technique
- Titre original : Ne gledaj mi u pijat (litt. « Ne me regardez pas si je suis ivre »)
- Réalisation : Hana Jušić
- Scénario : Hana Jušić
- Photographie : Jana Plecas
- Montage : Jan Klemsche
- Musique : Hrvoje Niksic
- Pays d'origine :  Croatie,  Danemark
- Langue originale : croate
- Format : couleur
- Genre : dramatique
- Durée : 105 minutes
- Dates de sortie : Italie : 2 septembre 2016 (Mostra de Venise)

## Distribution
- Mia Petričević : Marijana
- Nikša Butijer : Zoran
- Arijana Čulina : Vera
- Zlatko Burić : Lazo
- Karla Brbić : Andjela
- Bruna Bebic-Tudor : Ivana
- Marijana Mikulic : Katarina
- Daria Lorenci : Shefica (comme Daria Lorenci Flatz)
- Marina Redzepovic : Jadranka